# Toporów
Toporów [pronunciación en polaco: /tɔˈpɔruf/] es un pueblo en el distrito administrativo de Gmina Wierzchlas, dentro del condado de Wieluń, Voivodato de Łódź, en el centro de Polonia. Se encuentra a unos 8 kilómetros sureste de Wierzchlas, 14 kilómetros al sureste de Wieluń, y 87 kilómetros suroeste de la capital regional Łódź.
El pueblo tiene una población de 520 habitantes.